# Hasan Prishtina
Hasan Prishtina (izvorno Hasan Berisha) (1873., Vučitrn, Kosovo – Solun, 1933.) bio je albanski političar. Obnašao je dužnost premijera Albanije prosinca 1921. godine.

### Obitelj i rane godine
Prema Ivi Bancu i Mirandi Vickers, Prishtina je bio iz klana Šiškovića. Njegov otac Ahmed Berisha napustio je Poljance kod Drenice i preselio se 1871. u Vushtrri (srpski: Vučitrn). Njegov sin Hasan Berisha rođen je u Poljancu 1873. Školovao se u francuskoj gimnaziji u Solunu. Nakon što je završio srednju školu, otišao je studirati političke znanosti i pravo u Carigrad.
U početku je bio pristašom mladoturskog pokreta. Bio je izabran u turski parlament 1908. godine. Prezime je 1908. promijenio u Prishtina kad je izabran za prištinskog predstavnika. u osmanskom državnom parlamentu u Carigradu za vrijeme Drugog ustavnog razdoblja u Turskom Carstvu. Položaj je izgubio 1912. kao svi albanski zastupnici.
Godine 2004. ga je postumno odlikovao kosovski predsjednik Ibrahim Rugova najvišim kosovskim ordenom, odličjem Heroja Kosova. Tom su prigodom još odlikovani Isa Boletini, Adem Jashari i Bajram Curri.